# Carmen Juan Mas
Carmen Juan Mas (Crevillent, Baix Vinalopó, ca. 1900 - Rússia, segle XX) fou una miliciana valenciana.
Militant del Partit Comunista. Durant els mesos previs a la Guerra Civil participà activament en els mítings comunistes que van tenir lloc a Elx. Fou, entre gener i maig de 1936, l'única dona que trobem representant el Partit Comunista. Iniciada la Guerra, fou una de les poques milicianes il·licitanes que s'incorporaren al front de guerra, i lluità a Madrid al costat de les socialistes Francisca Vázquez Gonzálvez i Clara Rodríguez Vicedo. Després d'unes setmanes en el front, les van obligar a tornar a la rereguarda a les tres, perquè, com es deia a la premsa tant socialista com comunista, les dones havien de treballar en la rereguarda, però no en els fronts de guerra. L'única informació que tenim de la seua activitat en la rereguarda fou haver participat en el Comitè Local d'Enllaç entre el Partit Comunista i Partit Socialista, comitè que en el cas d'Elx no va passar de la retòrica pura, perquè el PSOE mai va acceptar la invitació reiterada dels comunistes il·licitants, per a constituir l'anomenat Partit Únic del Proletariat. Va marxar a l'exili en el Stanbrook el 28 de març de 1939 des del port d'Alacant i, després d'un temps a Orà, se n'anà a la Unió Soviètica, on va morir.